# Brot-Plamboz
Pour les articles homonymes, voir Brot.
Brot-Plamboz est une commune suisse du canton de Neuchâtel, située dans la région Montagnes.

## Géographie

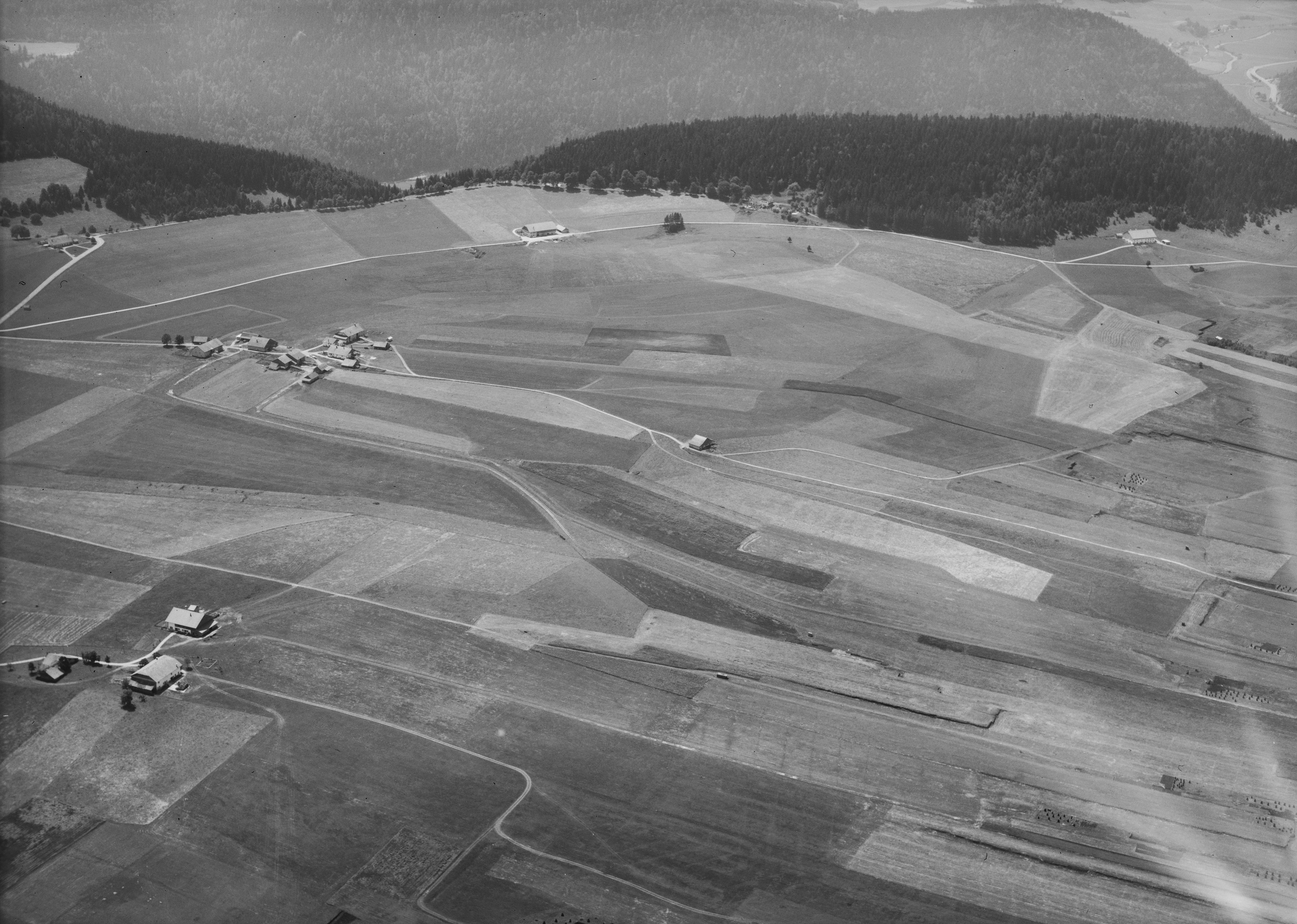
Vue aérienne (1964)

Brot-Plamboz a une superficie de 16,03 km2. 2,7 % de cette superficie correspond à des surfaces d'habitat ou d'infrastructure, 67,7 % à des surfaces agricoles, 28,3 % à des surfaces boisées et 1,2 % à des surfaces improductives.
La commune est limitrophe des Ponts-de-Martel, Val-de-Travers, Rochefort et La Sagne.
|                     | La Sagne       | Val-de-Ruz |
| Les Ponts-de-Martel | Brot-Plamboz   | Rochefort  |
|                     | Val-de-Travers |            |

## Démographie
Brot-Plamboz compte 282 habitants fin 2022. Sa densité de population atteint 18 hab./km2.
Le graphique suivant résume l'évolution de la population de Brot-Plamboz entre 1850 et 2008 :

## Politique
La commune de Broz-Plamboz est dotée d'un conseil communal (exécutif) de cinq membres et d'un conseil général (législatif) de quinze membres.